# Aéroport Santiago Pérez Quiroz
Pour les articles homonymes, voir Santiago Pérez (homonymie), Pérez et Quiroz.
L'aéroport Santiago Pérez Quiroz (code IATA : AUC • code OACI : SKUC) est un aéroport situé à Arauca en Colombie.

## Situation
| \| 20 km1:4 119 000 \| Acandí Apartadó / Carepa Araracuara Arauca Armenia Bahía Solano Barrancabermeja Barranquilla / Soledad Bogota Bucaramanga · Lebrija Buenaventura Cali Carthagène · des Indes Corozal Cúcuta Florencia Guapi Ibagué Ipiales · Aldana La Chorrera La Pedrera Leticia Maicao Manizales Medellín Medellín O. H. Mitú Montería Neiva Nuquí Ocaña Pereira Popayán Providencia Puerto · Asís Puerto · Carreño Quibdó Riohacha San Andrés San José · del Guaviare San Juan · de Pasto San Vicente · del Caguán Santa Marta Saravena Tame Tumaco Valledupar Villavicencio Yopal |
| 20 km1:4 119 000 |

## Compagnies aériennes et destinations
| Compagnies | Destinations                            |
| ---------- | --------------------------------------- |
| Clic       | Bucaramanga-Palonegro                   |
| SABENA     | Bogota-El Dorado, Bucaramanga-Palonegro |
| SEARCA     | Bogota-El Dorado                        |

Edité le 18/12/2023